# Rác thải biển
Rác thải biển là chất thải do con người tạo ra đã cố ý hoặc vô tình được thải ra biển hoặc đại dương. Rác thải nổi trên đại dương có xu hướng tích tụ ở các con sông và trên các đường bờ biển và thường xuyên xuất hiện khi thủy triều xuống. Các mảnh vụn chẳng hạn như gỗ, cũng có mặt trong rác thải biển.
Với việc sử dụng ngày càng nhiều nhựa, và ảnh hưởng của con người đã trở thành một vấn đề do nhiều loại nhựa (hóa dầu) không phân hủy sinh học, so với các vật liệu tự nhiên hay vật liệu thân thiện môi trường. Nhựa trong nước gây ra mối đe dọa nghiêm trọng đối với cá, chim biển, bò sát biển và động vật có vú biển, cũng như tàu thuyền và bờ biển. Việc rác trôi vào cống thoát nước mưa và đường nước đều góp phần gây ra vấn đề này.
Để ngăn chặn các mảnh vỡ và chất ô nhiễm trên biển, luật pháp và chính sách đã được quốc tế thông qua. Tùy thuộc vào mức độ phù hợp với các vấn đề và mức độ đóng góp khác nhau, một số quốc gia đã đưa ra các chính sách bảo hộ cụ thể hơn.

## Các loại rác thải biển
Các nhà nghiên cứu phân loại các mảnh vụn trên đất liền hoặc trên đại dương; vào năm 1991, nhóm chuyên gia hỗn hợp của Liên hợp quốc về các khía cạnh khoa học của ô nhiễm biển ước tính rằng có tới 80% ô nhiễm là từ đất liền, với 20% còn lại bắt nguồn từ các sự kiện thảm khốc hoặc các nguồn hàng hải. Nhiều nghiên cứu gần đây đã phát hiện ra rằng hơn một nửa số mảnh vụn nhựa được tìm thấy trên bờ biển Hàn Quốc là có nguồn gốc từ đại dương.
Nhiều loại vật thể nhân tạo có thể trở thành rác thải biển; túi nhựa, bóng bay, phao, dây thừng, chất thải y tế, chai thủy tinh và nhựa, cuống thuốc lá, bật lửa, lon nước giải khát, polystyrene, dây và lưới đánh cá bị mất, và các chất thải khác nhau từ tàu du lịch và giàn khoan dầu nằm trong số các mặt hàng thường được tìm thấy đã dạt vào bờ biển. Đặc biệt, đai buộc 6 lon được coi là biểu tượng của vấn đề.
Quân đội Hoa Kỳ đã sử dụng bãi biển để chôn lấp vũ khí và bom không sử dụng, bao gồm bom thường, bom mìn, mìn và vũ khí hóa học ít nhất từ năm 1919 cho đến năm 1970. Hàng triệu pound bom mìn đã được xử lý ở vịnh Mexico và ngoài khơi bờ biển của ít nhất 16 bang, từ New Jersey đến Hawaii (mặc dù tất nhiên, những thứ này không trôi dạt vào bờ biển và Mỹ không phải là quốc gia duy nhất đã thực hiện điều này).
80% rác thải biển biển là nhựa. Nhựa tích tụ vì chúng thường không phân hủy sinh học như nhiều chất khác. Chúng phân hủy quang học khi tiếp xúc với ánh sáng mặt trời, mặc dù chúng chỉ làm như vậy trong điều kiện khô ráo, vì nước ức chế quá trình quang phân. Trong một nghiên cứu năm 2014 sử dụng mô hình máy tính, các nhà khoa học thuộc nhóm 5 Gyres, ước tính 5,25 nghìn tỷ mảnh nhựa nặng 269.000 tấn đã được phân tán trong các đại dương với số lượng tương tự ở Bắc và Nam bán cầu.

### Lưới đánh bắt thủy hải sản
Lưới đánh cá do ngư dân để lại hoặc đánh mất trong đại dương - lưới ma - có thể vướng cá, cá heo, rùa biển, cá mập, cá nược, cá sấu, chim biển, cua và các sinh vật khác. Những tấm lưới này hạn chế chuyển động, gây ra đói, rách và nhiễm trùng, và ở những động vật hít thở không khí, bị ngạt thở.

### Nhựa
8,8 triệu tấn chất thải nhựa được đổ vào các đại dương trên thế giới mỗi năm. Châu Á là nguồn cung cấp rác thải nhựa không được quản lý tốt hàng đầu, riêng Trung Quốc chiếm 2,4 triệu tấn.
Người ta ước tính rằng có khoảng 86 triệu tấn mảnh vụn nhựa từ biển trên toàn thế giới tính đến cuối năm 2013, giả định rằng 1,4% lượng nhựa toàn cầu được sản xuất từ năm 1950 đến 2013 đã đi vào đại dương và tích tụ ở đó.
Rác thải nhựa đã tràn đến tất cả các đại dương trên thế giới. Ô nhiễm nhựa này gây hại cho khoảng 100.000 con rùa biển và động vật có vú biển và 1.000.000 sinh vật biển mỗi năm. Chất dẻo lớn hơn (được gọi là "macroplastics") chẳng hạn như túi mua sắm bằng nhựa có thể làm tắc nghẽn đường tiêu hóa của động vật lớn hơn khi chúng tiêu thụ  và có thể gây đói do hạn chế chuyển động của thức ăn hoặc bằng cách lấp đầy dạ dày và lừa chúng suy nghĩ nó đầy. Mặt khác, vi nhựa gây hại cho các sinh vật biển nhỏ hơn. Ví dụ, các mảnh nhựa cá nổi ở trung tâm các con quay của đại dương của chúng ta nhiều hơn sinh vật phù du sống ở biển và được chuyển qua chuỗi thức ăn để tiếp cận tất cả các sinh vật biển. Một nghiên cứu năm 1994 về đáy biển bằng cách sử dụng lưới kéo ở Tây Bắc Địa Trung Hải xung quanh các bờ biển của Tây Ban Nha, Pháp và Ý cho biết nồng độ trung bình của các mảnh vỡ là 1.935 vật phẩm trên một km vuông. Mảnh vụn nhựa chiếm 77%, trong đó 93% là túi ni lông.

### Các mảnh vỡ dưới đáy biển sâu
Chất thải, được làm từ các vật liệu đa dạng đặc hơn nước bề mặt (chẳng hạn như thủy tinh, kim loại và một số chất dẻo), đã được tìm thấy rải rác trên đáy biển và đại dương, nơi nó có thể vướng vào san hô và cản trở các vùng biển khác- tuổi thọ của tầng, hoặc thậm chí bị chôn vùi dưới lớp trầm tích, khiến việc dọn dẹp trở nên vô cùng khó khăn, đặc biệt là do diện tích phân tán của nó rất rộng so với xác tàu đắm. Nghiên cứu do MBARI thực hiện đã tìm thấy các vật dụng bao gồm túi nhựa dưới độ sâu 2000 m ngoài khơi bờ biển phía tây của Bắc Mỹ và xung quanh Hawaii.
Một nghiên cứu gần đây đã khảo sát bốn địa điểm riêng biệt để đại diện cho một loạt các sinh cảnh biển ở độ sâu thay đổi từ 1100-5000m. Ba trong số bốn vị trí có lượng vi nhựa có thể xác định được hiện diện trong 1 cm lớp trầm tích trên cùng. Các mẫu lõi được lấy từ từng điểm và đã lọc vi nhựa ra khỏi trầm tích thông thường. Các thành phần nhựa được xác định bằng phương pháp quang phổ Raman vi mô; kết quả cho thấy chất màu nhân tạo thường được sử dụng trong ngành công nghiệp nhựa.